# Ossaea hypoglauca
Ossaea hypoglauca är en tvåhjärtbladig växtart som först beskrevs av Charles Wright och August Heinrich Rudolf Grisebach, och fick sitt nu gällande namn av Manuel Gómez de la Maza y Jiménez. Ossaea hypoglauca ingår i släktet Ossaea och familjen Melastomataceae. Inga underarter finns listade i Catalogue of Life.